# ستيفن إليري
ستيفن إليري (بالإنجليزية: Steven Ellery)‏ هو سائق سيارة سباق ومهندس أسترالي، ولد في 22 أغسطس 1974 في ملبورن في أستراليا.